# 32106 Dawngraninger
32106 Dawngraninger este o planetă minoră (asteroid) din centura de asteroizi. A fost descoperită pe 24 mai 2000 la Stația Anderson Mesa de Lowell Observatory Near-Earth-Object Search. 
Obiectul prezintă o orbită caracterizată de o semiaxă mare de 2,5325065 UAi, o excentricitate de 0,18, o înclinație de 6,89503 ° în raport cu ecliptica.